# Кольбуди (гміна)
Гміна Кольбуди (пол. Gmina Kolbudy) — сільська гміна у північній Польщі. Належить до Ґданського повіту Поморського воєводства.
Станом на 31 грудня 2011 у гміні проживало 14668 осіб.

## Територія
Згідно з даними за 2007 рік площа гміни становила 82.80 км², у тому числі:
- орні землі: 49.00%
- ліси: 34.00%

Таким чином, площа гміни становить 10.44% площі повіту.

## Населення
Станом на 31 грудня 2011:
| Опис     | Загалом | Загалом | Чоловіки | Чоловіки | Жінки | Жінки |
| -------- | ------- | ------- | -------- | -------- | ----- | ----- |
| одиниця  | осіб    | %       | осіб     | %        | осіб  | %     |
| все      | 14668   | 100     | 7218     | 49.21    | 7450  | 50.79 |
| міське   | 0       | 100     | 0        |          | 0     |       |
| сільське | 14668   | 100     | 7218     | 49.21    | 7450  | 50.79 |

## Сусідні гміни
Гміна Кольбуди межує з такими гмінами: Жуково, Прущ-Ґданський, Пшивідз, Тромбкі-Вельке.

## Міста-побратими
- Яворів, Україна